# Garuga forrestii
Garuga forrestii är en tvåhjärtbladig växtart som beskrevs av W. W. Smith. Garuga forrestii ingår i släktet Garuga och familjen Burseraceae. Inga underarter finns listade i Catalogue of Life.